# Pisseleu
Pisseleu – miejscowość i gmina we Francji, w regionie Hauts-de-France, w departamencie Oise.
Według danych na rok 1990 gminę zamieszkiwało 269 osób, a gęstość zaludnienia wynosiła 93 osoby/km² (wśród 2293 gmin Pikardii Pisseleu plasuje się na 730. miejscu pod względem liczby ludności, natomiast pod względem powierzchni na miejscu 1064.).